# 浪人 (漫威漫畫)
浪人（英語：Ronin），是漫威漫畫中的虛構超級英雄角色，由布萊恩·麥可·班迪斯和喬·克薩達創作。浪人首次於《新復仇者》#11中登場。

## 人物

### 瑪雅·洛佩茲
瑪雅·洛佩茲（Maya Lopez）是第一個使用浪人的身份行動的人，她是一名具攝影式反應能力的聽障人士，曾經以浪人的身份調查身在瓦干達的銀武士。

### 克林頓·巴頓
克林特·巴頓是第二個使用浪人的身份行動的人，在英雄內戰結束後，巴頓以浪人的身份加入新復仇者，被洛佩茲救出後，巴頓試圖把浪人的服裝交還給她，但是洛佩茲拒絕並允許巴頓保留它。巴頓後來在《英雄時代》以鷹眼的身份復出。

### 阿列克謝·肖斯塔科夫
第三個使用浪人身份的人，目標是刺殺仿聲鳥和黑寡婦。他後來被揭露為黑寡婦的前夫阿列克謝·肖斯塔科夫。

### 艾瑞克·布魯克
在《異人族餘波》中，布魯克在巴頓的「舊盒子」裡獲得浪人服裝。

## 其他媒體

### 電視
- 《天雷爭霸：復仇者聯盟》：由堀秀行配音。
- 漫威電影宇宙：
  - 《鷹眼》（2021年）：凱特·畢夏普為了逃離拍賣現場曾經短暫穿上浪人的服裝。

### 電影
- 漫威電影宇宙：由傑瑞米·雷納飾演浪人。
  - 《復仇者聯盟4：終局之戰》[1]（2019年），受到彈指事件影響鷹眼全家，使鷹眼轉變為私刑者浪人屠殺各地罪犯和黑道。

### 遊戲
- 《Marvel：終極聯盟（英语：Marvel: Ultimate Alliance）》，由瑪娜比娜·詹美斯配音。
- 《終極漫威英雄VS卡普空3（英语：Ultimate Marvel vs. Capcom 3）》
- 《漫威英雄 Online》
- 《樂高漫威復仇者聯盟（英语：Lego Marvel's Avengers）》
- 《漫威復仇者學院（英语：Marvel Avengers Academy）》
- 《漫威：未來之戰》：手機遊戲，浪人（鹰眼制服）是玩家可使用角色之一。

## 外部連結
- Maya Lopez （页面存档备份，存于） 漫畫書數據庫
- Clint Barton （页面存档备份，存于） 漫畫書數據庫
- Alexi Shostakov （页面存档备份，存于） 漫畫書數據庫
- Eric Brooks （页面存档备份，存于） 漫畫書數據庫
- Clint Barton （页面存档备份，存于） 超級英雄數據庫